# ミセセル
ミセセル（御宣せる）またはミスズリは、沖縄本島周辺における呪祷文学の一つ。

## 概要
文献に記録されたミセセルの分析から、ミセセルは本来、神女に憑依した神が託宣する形式を取った歌謡であったと考えられている。しかし、記録が開始された当初から、ミセセルは神への願いを述べる内容であり、事実上、オタカベと区別することはできない。対句を展開する形式をもつが、オモロに改作されたものもある（『おもろさうし』巻13・18）。現存する文献資料としては、『仲里旧記』『琉球国由来記』およびかな書き琉球語碑文がある。

## 語源
宮良当壮によれば、ミは日本語の「御（み）」に対応し、「セセル」は述べる意味で日本語の「せせら笑い」などの前部に対応する。